# Matallana de Torío (kommunhuvudort)
Matallana de Torío är en kommunhuvudort i Spanien.   Den ligger i provinsen Provincia de León och regionen Kastilien och Leon, i den norra delen av landet, 300 km nordväst om huvudstaden Madrid. Matallana de Torío ligger 1 020 meter över havet och antalet invånare är 1 494.
Terrängen runt Matallana de Torío är huvudsakligen kuperad. Matallana de Torío ligger nere i en dal. Runt Matallana de Torío är det mycket glesbefolkat, med 7 invånare per kvadratkilometer. Närmaste större samhälle är La Robla, 11,2 km sydväst om Matallana de Torío. Omgivningarna runt Matallana de Torío är en mosaik av jordbruksmark och naturlig växtlighet.